# Project liv

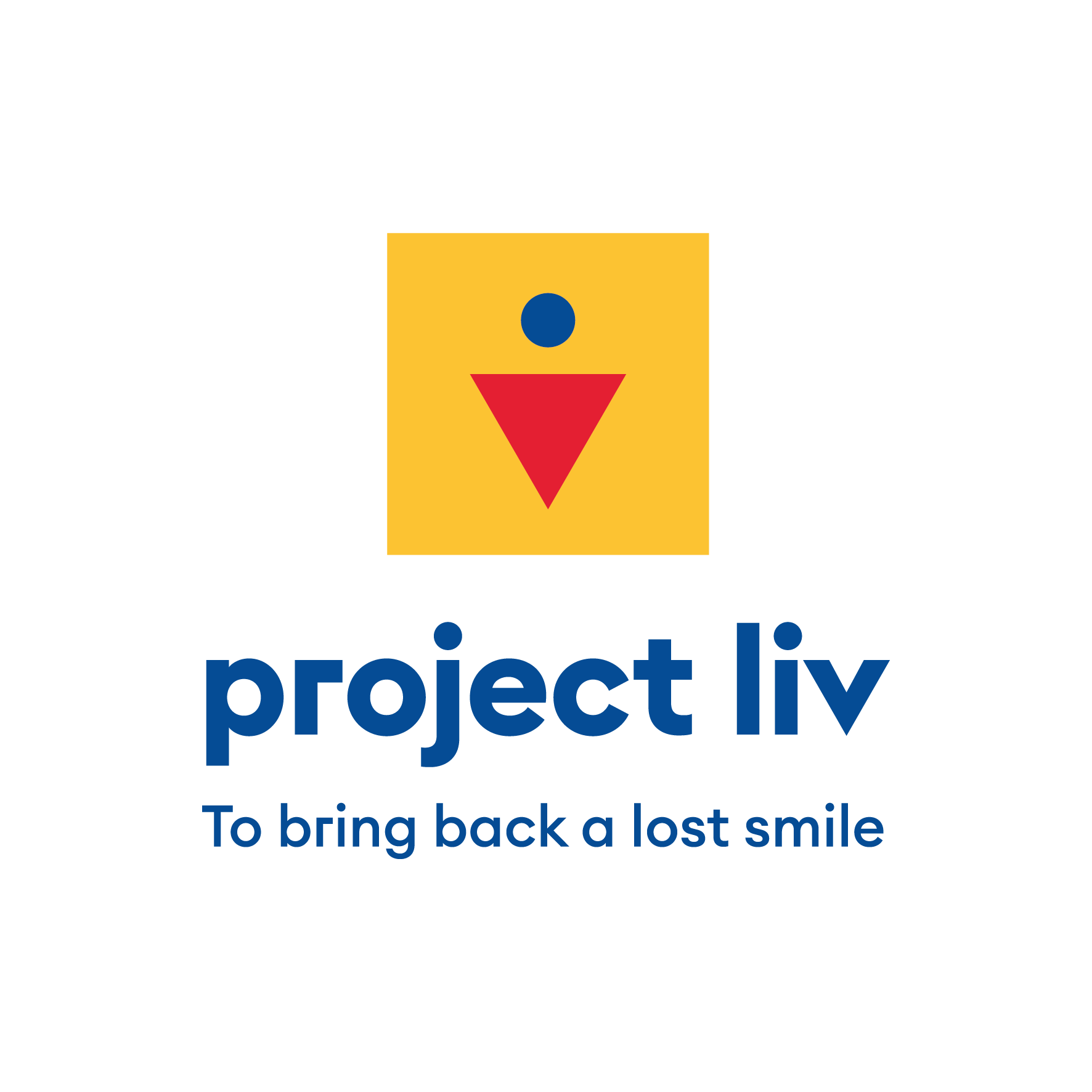
Project liv, logga från 2014.

Project liv rf. är en förening, grundad 2014, som stöder långtidssjuka barn, barn till långtidssjuka och deras familjer i Finland. Tusentals barn får varje år ta del av föreningens verksamhet, som sker inom hela vårdkedjan.

## Historia
Föreningen grundades år 2014 i Jakobstad, på initiativ av ingenjören Nina Brännkärr-Friberg, mamma till en son som tillfrisknat från leukemi genom en stamcellstransplantation. Medgrundare var producent Johanna Stenback samt patientkurator Gunnar Norrlund.

## Verksamheten idag
Project liv har tre fokusområden
1. LIV drömmar
2. LIV i vården
3. LIV support

Föreningen har ett tätt samarbete med vården i Finland och varje år får tusentals barn ta del av de drömmar, överraskningar eller övriga glädjeavtryck som Project liv lämnat i hela vårdkedjan.
Föreningen har lyckats skapa ett nätverk av hjälpande händer, i hela Finland, som alla jobbar mot målet att återse försvunna leenden eller som deras slogan säger ”to bring back a lost smile”. Project liv har även som mission att få ungdomar och samhället att bry sig om sina medmänniskor. Project liv vill konkretisera socialt ansvar genom slogan "it's cool to care".
År 2019 blev justitieminister Anna-Maja Henriksson föreningens officiella beskyddare.

## Erkännande
Föreningen samt initiativtagaren och involverade har fått motta en del utmärkelser, bl.a.:
- Svenska Finlands folkting, Bojan Sonntagpriset 2018[3]
- Marthaförbundet, Årets samhällsinsats 2019 (Heidi Lindeman/Project liv)[4]
- Kulturhuset Ax, Årets vardagshjälte 2019
- Österbottens förbund samt HSS Media, Årets Österbottning 2022[5] (Nina Brännkärr-Friberg)

I Jakobstad kommer det byggas en ny fotbollsstadion som kommer namnges efter föreningen; Project liv arena.